# N30 (Niger)
Die N30 oder RN30 ist eine hochrangige Straße vom Typ Nationalstraße (französisch route nationale) in den Regionen Maradi und Tahoua in Niger.

## Verlauf und Charakteristik

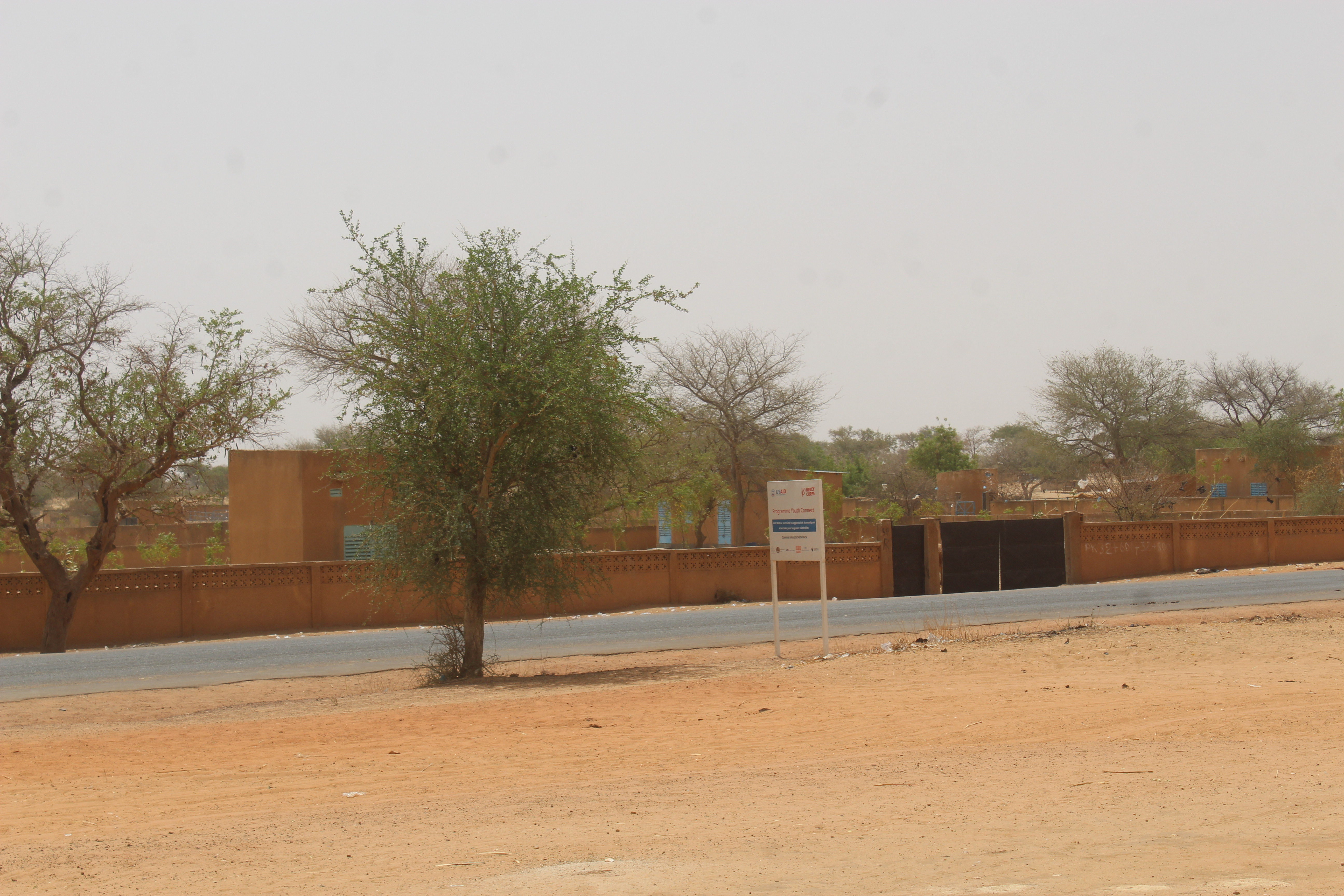
N30 in Sabon-Machi (2024)

Die N30 ist insgesamt 231,5 Kilometer lang. Sie beginnt in der Region Maradi im Dorf Kadata als Abzweigung von der N1. Sie verläuft dann durch das Dorf Kouroungoussaou, den Gemeindehauptort Sabon-Machi und das Dorf Baban Kori. Nachdem sie das breite Trockental Goulbin Kaba gequert hat, erreicht sie den Gemeindehauptort Kornaka, wo rechts die N37 nach Tessaoua abzweigt. Die N30 führt weiter durch den Gemeindehauptort Adjékoria, das Dorf Dirgouna und den Gemeindehauptort Birni Lallé. In der Stadt Dakoro kreuzt sie die zwischen Keita und Sabon Kafi verlaufende N32. Es folgt der Departementshauptort Bermo. Die N30 verlässt schließlich die Region Maradi und erreicht die Region Tahoua, wo sie in der Stadt Abalak in die N25 mündet.
Es handelt sich bei der N30 zwischen Kadata und Dakoro um eine moderne Erdstraße und zwischen Dakoro und Abalak um eine einfache Piste.